# Théodore Sindikubwabo
Théodore Sindikubwabo (Butare, Ruanda, 1928 - Bukavu, República Democràtica del Congo, març de 1998) va ser un metge i polític ruandès que va exercir com a President del seu país entre el 9 d'abril de 1994 i el 19 de juny d'aquest mateix any, sent un dels principals responsables del Genocidi de Ruanda, durant el qual van morir entre mig milió i un milió de persones.
Prèviament havia exercit com a President del Consell de Desenvolupament Nacional (actualment Parlament de Ruanda), entre 1988 i 1994.
Va néixer en el poblat de Butare el 1928, al sud de Rwanda, va estudiar medicina, i va ser Ministre de Salut del president Grégoire Kayibanda. Després de la sortida de Kayibanda, va exercir la seva professió a l'Hospital Central de Kigali. Va tornar més tard a la política com a parlamentari. Quan va ser assassinat el president Juvénal Habyarimana, va ser nomenat president interí del Comitè de Crisi controlat pel coronel Théoneste Bagosora, convertint-se en cap d'estat durant el genocidi. Es crei que Sindikubwabo va ser un titella del grup d'oficials militars que tenien el poder real. El 19 d'abril de 1994, va fer un discurs infame en la cerimònia de nomenar un nou Préfet (Governador) de Butare que es va emetre a la ràdio nacional, en el qual va insultar a aquells que no estaven "treballant", un eufemisme per matar tutsis, i va dir que ells havien de "tocar el dos i deixar-nos treballar". El 29 d'abril, va tornar a Butare i li va dir al poble que estava allí per supervisar l'assassinat dels tutsi.Durant la seva posició com a cap d'estat utilitza els seus coneixements de medicina per assessorar els Hutu que artèria haurien tallar per causar una mort imminent
Després de la invasió del Front Patriòtic Ruandès va fugir al Zaire, on es va mantenir exiliat a Bukabu fins a la seva mort per causes desconegudes el 1998, sense que hagi estat inculpat pel Tribunal Penal Internacional per a Ruanda. Va ser entrevistat per al llibre We Wish to Inform You That Tomorrow We Will Be Killed with Our Families i va citar: "Encara no ha arribat el moment de dir qui és culpable i qui no és culpable". Inicialment es va informar que havia estat assassinat en l'atac del govern de Ruanda a Bukavu el novembre de 1996 al començament de la Primera Guerra del Congo, però els informes posteriors el van situar a Kinshasa.